# SomaFM
SomaFM (także soma.fm) – nadające muzykę niezależną radio internetowe założone w roku 1999 przez Rusty Hodge. Wszystkie stacje nadawane przez SomaFM są nadawane bez reklam, a cała rozgłośnia jest utrzymywana z dobrowolnych datków słuchaczy.
Nazwa SoMA pochodzi od nazwy używki wywołującej spłycenie afektu, która występuje w powieści Nowy wspaniały świat, oraz od początkowego miejsca nadawania (San Francisco's South of Market underground club area znane jako SoMa).
Oficjalne rozpoczęcie nadawania radostacji miało miejsce w lutym 2000 roku, a Rusty Hodge był w tamtym okresie jedyną osobą, która obsługiwała jedną z pierwszych radiostacji internetowych. W wywiadzie z 2013 roku Hodge powiedział, że w dowolnym wybranym momencie jego radia słucha około 7800 słuchaczy z całego świata.
Aktualnie radio nadaje 31 różnych gatunkowo stacji. Głównie nadawane są stacje z muzyką elektroniczną oraz ściślej muzyką ambientową oraz muzyką eksperymentalną. 